# Медведь по имени Войтек
«Медведь по имени Войтек» (англ. A Bear Named Wojtek) — шотландско-польский анимационный короткометражный фильм режиссёра Иэна Гарднера.
Его премьера состоялась на BBC Alba 8 мая 2024 года.. Он вошёл в шорт-лист в категории «Лучший анимационный короткометражный фильм» на 97-й церемонии вручения премии «Оскар».

## Сюжет
В основе сюжета удивительная правдивая история сирийского бурого медведя, которого приютили польские солдаты во время Второй мировой войны. Этот получасовой анимационный короткометражный фильм рассказывает о том, как Войтек прошёл путь от Персидской пустыни до битвы под Монте-Кассино, где он стал и членом армии, и символом стойкости. По мере того, как солдаты крепят свою связь с Войтеком, фильм раскрывает темы дружбы, идентичности и поиска своего места во времена общемировых потрясений, где одинаково страдают как люди, так и животные.

## Роли озвучивали
- Ричард Гэдд — Дэйв
- Билл Патерсон — директор зоопарка
- Шона Макдональд — Берил
- Михаэль Голаб — Мацей
- Пётр Бауманн — Пётр
- Джеймс МакКаллок — председатель
- Томаш Борковы — майор
- Реми Рахуба — Ян